# 光徳寺乗賢
光徳寺 乗賢（こうとくじ じょうけん）は、戦国時代の本願寺の僧侶。光徳寺乗順の子。

## 略歴
本願寺における光徳寺の位置付け
光徳寺8代乗順のころから光徳寺は本願寺と密接に関係し、実如より永正12年（1515）11月3日の奥書のある「御俗姓御文」、大永2年（1522）「親鷲絵像」を下付されている）『天文日記』において「光徳寺」は数多く登場する。内容は年忌の志や品を届け、点心や酒を振る舞ったり、当番として品物を持参している。本願寺側の扱いも正月の佳礼の対面や報恩講の斎には三番定専坊等の有力門徒と同等に参席を許している。また、奏者を通じてアドバイスを行い、使者として対外交渉に当たり、正月の歌初めに参加し、葬礼の中陰者として読経をするなど、父乗順、乗賢ともに証如に近侍し本願寺内で重要な立場にあった。天文6年の段階で「大坂光徳寺」の記載が見られ、この頃すでに大坂に駐在していたことがうかがえる。特に、天文11年3月10日「光徳寺宿所へ飯ニ行侯」とあり、証如を招き酒や飯で接待しており、大坂寺内に「宿所」と呼ばれる寺坊を構えていたと思われる。
石山戦争での活躍
光徳寺乗賢は石山戦争時にも活躍し，その功により御坊同格の扱いを受けた。
御堂衆としての地位
天文16年（1547年）および、永禄4年（1561年）に光徳寺乗賢が本願寺の御堂衆の地位にあったことが確認できる。
影響力
一家衆の顕誓が永禄10年（1567年）に顕如より塾居処分を受けたが、『顕誓領解之訴状」という史料によれば、御堂衆である光徳寺乗賢が顕如に顕誓の法義解釈に異ありと進言したことによるようである。このことから、光徳寺乗賢が顕如に対しても影響力を持っていたことが窺える。